# Mads Aastrup
Mads Aastrup (født 17. marts 1988 i Gistrup, Danmark) er en dansk fodboldspiller, hvis nuværende klub er ukendt. 

## Karriere

### Vendsyssel FF
Den 6. juni 2010 blev det bekræftet, at Aastrup skiftede til Hobro IK til Vendsyssel FF.
Han fik primært rollen som 2. målmand, men i 2013-14 sæsonen fik han en masse spilletid, da 1. målmanden Karim Zaza var ramt af skader. 